# Чітторгарх
Чітторгарх (гінді चित्तौड़गढ़) — місто у північно-західній частині Індії, у штаті Раджастхан. Є адміністративним центром однойменного округу.

## Історія
Від VIII до XVI століття місто було столицею держави Мевар, а також оплотом раджпутського клану Сесодія. Місто тричі брали в облогу армії мусульманських завойовників: 1303 року — армія делійського султана Алауддіна, у 1534-1535 роках — війська гуджаратського султана Багадур-шаха та, зрештою, у 1567-1568 роках — армія Акбара Великого. При цьому в кожному з трьох випадків захисники міста віддали перевагу смерті для себе й самоспалення (джаугар) для членів своїх родин.
1568 року Чітторгарх захопив і зруйнував Акбар, а столицю Мевару було перенесено до Удайпура.

## Географія
Місто розташовано у південній частині Раджастхану поряд із адміністративним кордоном зі штатом Мадх'я-Прадеш.
Чітторгарх розташований за 240 кілометрів на південний захід від Джайпура, адміністративного центру штату й за 480 кілометрів на південний захід від Нью-Делі, столиці країни.

## Демографія
За даними офіційного перепису 2001 року чисельність населення міста становило 96 219 осіб, з яких чоловіки — 52 %, жінки — 48 % . Рівень писемності населення становив 70 %.
Динаміка чисельності населення міста за роками:
| 1991   | 2001   | 2012    |
| ------ | ------ | ------- |
| 71 569 | 96 219 | 124 717 |